# سعال تال للعدوى الفيروسية
سُعالٌ بَعد الفيروس أو سعال تالٍ للعدوى الفيروسيَّة (بالإنجليزية: post-viral cough)‏ هو سعال يَلبَث بعد عدوى السَّبيل التَّنَفُّسِيّ الفيروسيَّة، مثل الزُّكام والنَّزْلَة الوافِدَة ويدوم لثمانية أسابيع. وهو حالة سريريَّة مَعروفة موضَّحة في كتب الطب الأوروبيَّة. يُعاني المرضى أحيانًا من نوباتٍ مُتكرِّرةٍ من السُّعالِ، يُصاحبها تحدٍّ بين التنفُّس والسعال.

## السبب
هُنالِك سبب مُحتمل واحِد للسُّعال بعد الفيروس هو التنظيم الفوقيّ للمُستقبلات المسؤولة عن تحفيز السُّعال خلال فترة عدوى السَّبيل التنفُّسيّ من قِبَل عدوى السَّبيل التنفُّسيّ وتستمر بالتحفيز حتَّى بعد اختفاء الفيروس.[بحاجة لمصدر]

## العلاج
يُمكن للسُّعال بعد الفيروس أن يكون مُعنِّدًا، لكن عادةً ما يذهب وحده. توصَف كابِتات السُّعال الحاوية على كودين، لكن ادَّعت دراسة أنَّ الثيوبرومين في الشوكولا القاتِمة أكثر فعاليَّة.